# Gołocin (województwo mazowieckie)
Gołocin – wieś w Polsce położona w województwie mazowieckim, w powiecie sierpeckim, w gminie Zawidz. Leży nad Sierpienicą.
| SIMC    | Nazwa     | Rodzaj    |
| ------- | --------- | --------- |
| 0579448 | Gołocinek | część wsi |

W latach 1975–1998 miejscowość administracyjnie należała do województwa płockiego.